# Nathalie Tocci

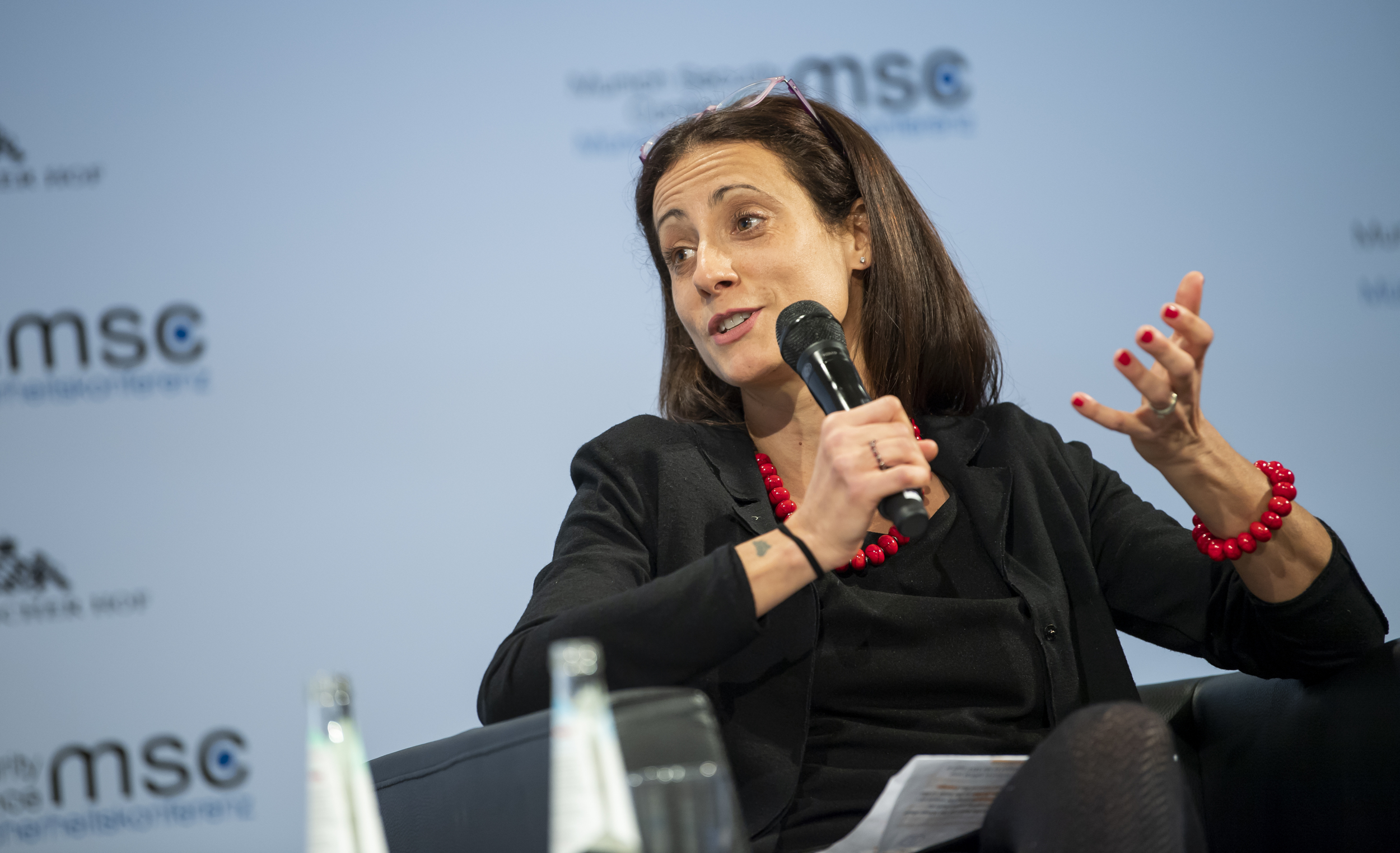
Nathalie Tocci während der Münchener Sicherheitskonferenz 2019

Nathalie Tocci (* 7. März 1977 in Rom) ist eine italienische Politikwissenschaftlerin.

## Werdegang
Tocci begann ihre Studien der Politikwissenschaften am University College der University of Oxford. Sie schloss 1999 mit einem Master an der London School of Economics and Political Science (LSE) ab. Ihre Abschlussarbeit hatte die Wirtschaftspolitik der Türkei zum Thema. Später promovierte sie an der LSE über den Zypernkonflikt insbesondere, welche Folgen der geplante Beitritt der  Republik Zypern zur Europäischen Union auf den gesamten Konflikt im Zeitraum von 1988 bis 2002 hatte.
Zwischenzeitlich arbeitete Tocci am Robert Schuman Center für Angewandte Studien am Europäischen Hochschulinstitut in Florenz und an der Transatlantischen Akademie in Washington. Ab 2006 leitete sie am Istituto Affari Internazionali (IAI) in Rom die Abteilung Europäischen Außenpolitik. Seit 2017 ist sie Direktorin des  Istituto Affari Internazionali.

## Weiter Tätigkeiten
- Honorarprofessorin an der Eberhard Karls Universität Tübingen
- Beraterin von Federica Mogherini, der Hohen Vertreterin der Union für Außen- und Sicherheitspolitik und Vizepräsidentin der Europäischen Kommission
- Seit 2019 Mitglied der Transatlantischen Task Force des German Marshall Funds und der Bundeskanzler-Helmut-Schmidt-Stiftung.[2]

## Veröffentlichungen
- Turkey's European Future: Behind the Scenes of America's Influence on EU-Turkey Relations. New York: New York University Press, 2011.
- The EU Civil Society and Conflict. New York: Routledge, 2013.
- Framing the EU's Global Strategy. A Stronger Europe in a Fragile World. Cham: Springer-Palgrave Macmillan, 2017.

## Auszeichnungen
- Anna Lindh Preis für ihre Verdienste um die Erforschung der Außenpolitik der EU, 2008[3]